# Dimensions (Believer)
Dimensions è il terzo album in studio del gruppo progressive thrash metal statunitense Believer, pubblicato nel 1993.

## Tracce
1. Gone
2. Future Mind
3. Dimentia
4. What Is But Cannot Be
5. Singularity
6. No Apology
7. Trilogy of Knowledge - Intro: The Birth
8. Trilogy of Knowledge - Movement I: The Lie
9. Trilogy of Knowledge - Movement II: The Truth
10. Trilogy of Knowledge - Movement III: The Key